# Saint-Loyer-des-Champs
Saint-Loyer-des-Champs là một xã ở tỉnh Orne Hauts-de-France tây bắc nước Pháp. Xã Saint-Loyer-des-Champs nằm ở khu vực có độ cao trung bình 200 mét trên mực nước biển.